# Cleopatra
Pour les articles homonymes, voir Cleopatra (homonymie).

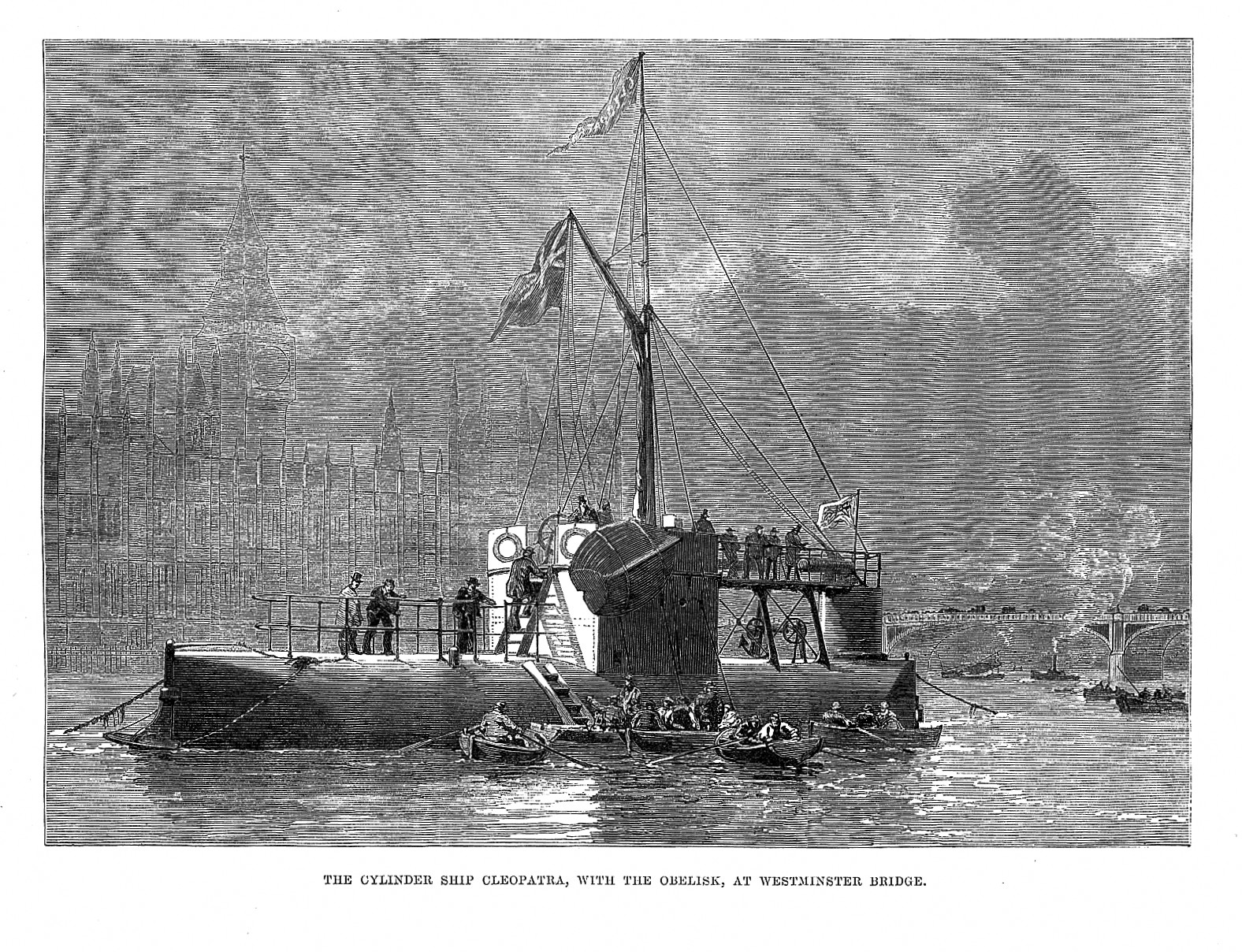
Le Cleopatra au Westminster Bridge.

Le Cleopatra est la barge spécialement construite et  utilisée pour acheminer entre 1877 et 1878 l'obélisque l'« aiguille de Cléopâtre » d'Alexandrie à Londres.

## Conception
Conçue par l'ingénieur John Dixon, la Cleopatra était essentiellement constituée d'un cylindre de fer de 92 pieds (28 m) de long et 16 pieds (4,9 m) de diamètre renfermant l'obélisque. Il était complété par une étrave et un étambot verticaux, un gouvernail, deux quilles latérales, et un mât pour que les voiles le stabilisent ; pour l’équipage un logement était construit sur le pont.
Conçu comme un ponton flottant, et commandé par le capitaine Carter, il devait être remorqué jusqu'à Londres par le navire l’Olga, commandé par le capitaine Booth.

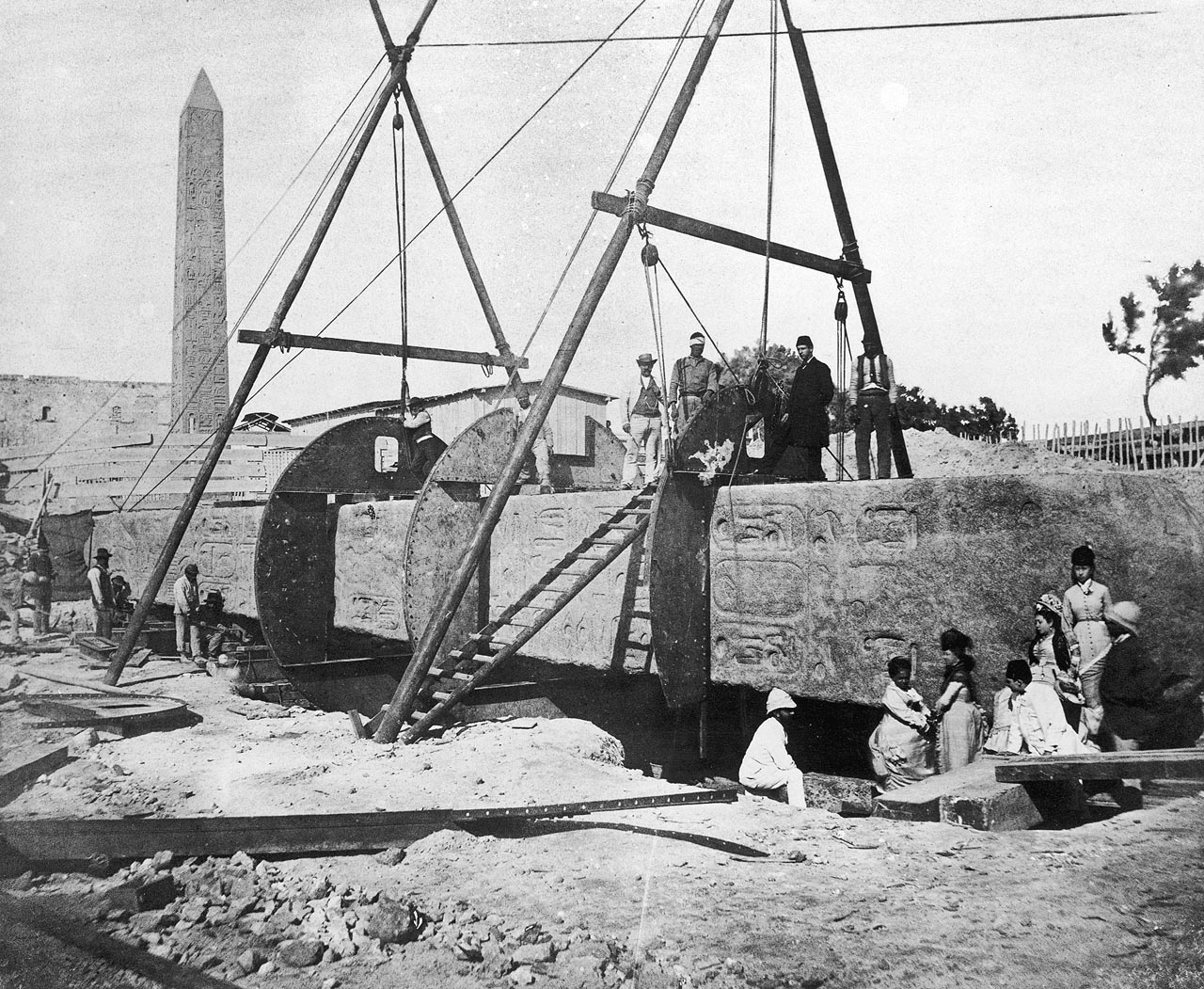
Début de construction de la Cleopatra autour de l'obélisque (photo de 1877).

La forme cylindrique était un choix ingénieux, dans le cadre d'un budget contraint (financement privé par quelques mécènes) ; en effet, le cylindre, fait de tôles de chaudières courbes rivetées, fut littéralement construit autour de l'obélisque, avec des cloisons internes circulaires servant de berceaux pour le monolithe.
Une fois le cylindre terminé, et ses deux extrémités garnies d'une couronne de madriers, le cylindre put rouler sur la berge du Nil, avec un minimum d'efforts, en utilisant des câbles formant trévire et entraînés par des cabestans. Malheureusement, au moment de la mise à l'eau, une tête de roche dissimulée sous la vase perfora le cylindre et créa une voie d'eau qu'il fallut colmater.
Après remorquage dans la cale sèche de l'amirauté égyptienne, le cylindre fut transformé en navire par l'adjonction d'un lest  intérieur fait de rails (dont le désarrimage dans le golfe de Gascogne faillit causer la perte de l'obélisque), d'une étrave et d'un étambot avec gouvernail ainsi que d'un rouf pour abriter l'équipage, et fut doté d'un gréement assez réduit (cf. modèle réduit du Cléopatra et du remorqueur Anglia).
Le navire une fois achevé ressemblait extérieurement à un sous-marin primitif mais ses qualités nautiques demeurèrent des plus limitées et rétrospectivement, le choix d'une traversée du golfe de Gascogne en automne fut un choix hasardeux.

## Traversée

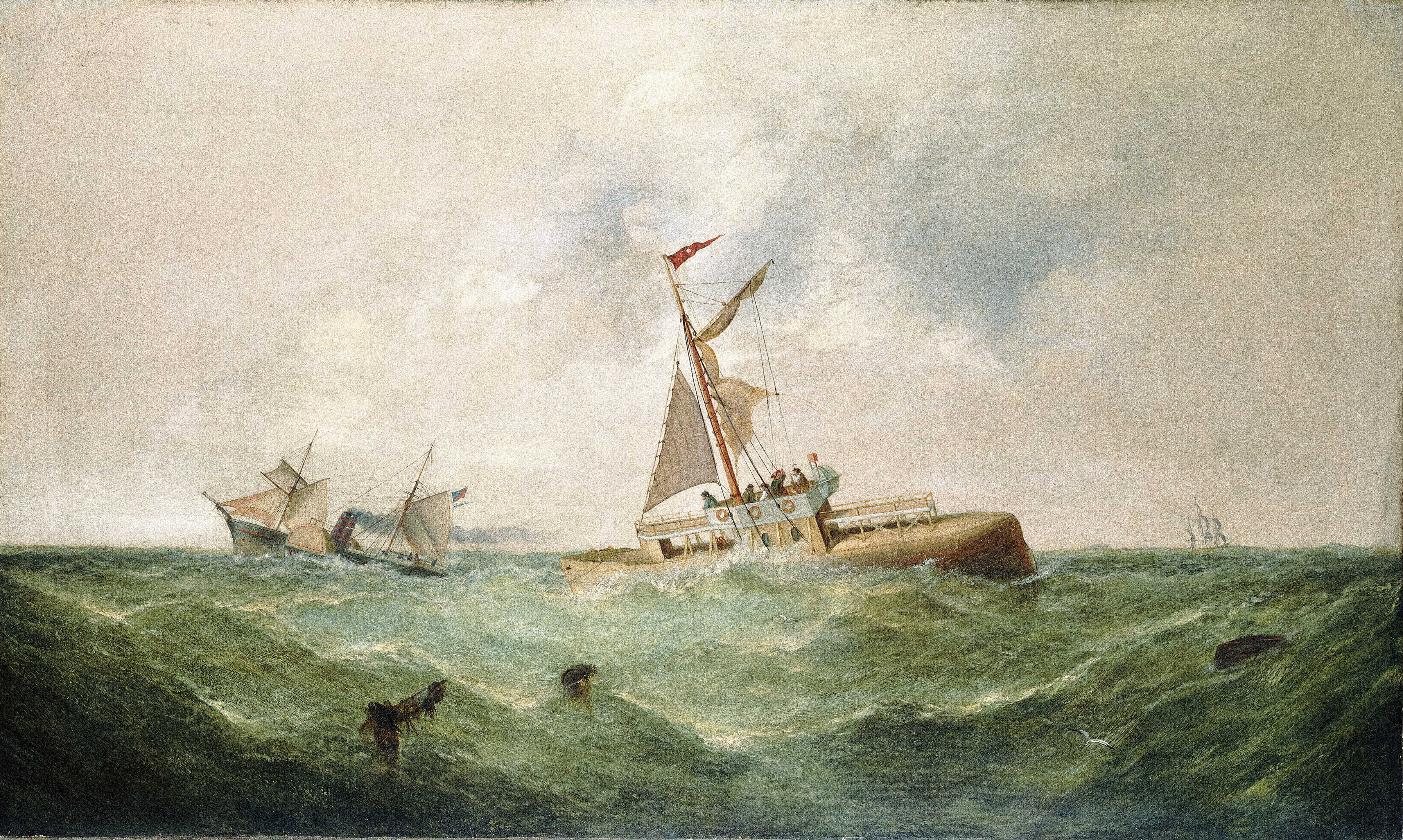
L’Olga et la Cleopatra dans le golfe de Gascogne (tableau de George Knight).

Le voyage tourne à la catastrophe le 14 octobre 1877, lors d’une tempête dans le golfe de Gascogne. La Cleopatra commence à rouler sauvagement, et rien ne peut la stabiliser. L’Olga lui envoie un bateau de sauvetage avec six volontaires, mais la barge chavire engloutissant les six sauveteurs — leurs noms sont gravés sur une plaque de bronze sur le socle de l'aiguille —. Le capitaine Booth sur l’Olga réussit enfin à placer son bateau à côté de la Cleopatra, et parvient à sauver le capitaine Carter et ses cinq membres d'équipage.
Après plusieurs tentatives pour en reprendre le contrôle, le capitaine Booth déclare la Cleopatra perdue corps et bien ; elle a en fait dérivé jusqu’à la côte, où elle est découverte quatre jours plus tard par des pêcheurs espagnols. Elle est prise en charge par un bateau à vapeur de Glasgow, le Fitzmaurice, qui la remorque jusqu’à Ferrol en Galice.
Le Cleopatra est réparée dans ce port espagnol. Cependant le propriétaire du Fitzmaurice réclame un dédommagement de 5 000 £ qui doit être réglé avant le départ de Ferrol ; après négociation, il diminue ses prétentions à 2 000 £. C’est l’Anglia, un remorqueur à roue à aubes de la compagnie William Watkins Ltd, qui doit poursuivre le voyage de l'obélisque, sous le commandement du capitaine John Tracy, assisté du capitaine David Glue pour le remorquage. Il prend la Cleopatra en remorque pour la conduire dans la Tamise.
Le convoi arrive finalement dans l'estuaire du fleuve le 21 janvier 1878. Pour l'occasion les écoliers de Gravesend, ville sur l'embouchure du fleuve, ont reçu une journée de congé.
La Cleopatra est enfin amenée au Victoria Embankment à Londres le 1er juin. À la marée basse, le cylindre est découpé. L'aiguille de Cléopâtre peut enfin être érigée le 12 septembre 1878.